# Thelidium calcivorum
Thelidium calcivorum är en lavart som först beskrevs av William Nylander och som fick sitt nu gällande namn av Johan Hulting. 
Thelidium calcivorum ingår i släktet Thelidium och familjen Verrucariaceae. Arten är reproducerande i Sverige.